# Spellbinder 2: Terra do Senhor do Dragão
Spellbinder 2: Terra do Senhor do Dragão (1997) é uma mini série para crianças, e  sequência de 'Spellbinder'.  Ambas as séries mostram crianças a viajar entre mundos paralelos, contudo as únicas personagens comuns entre as duas séries são Ashka (Heather Mitchell), e o seu  ajudante Gryvon (Rafal Zwierz).
Foi inspirada na séri  Spellbinder , apresentada pelo The Disney Channel nos Estados Unidos em 1996.

## História
Quando Kathy decide explorar um estranho barco que descobre junto a um lago, é acidentalmente puxada do sítio onde passava férias para um universo paralelo. No novo mundo ela encontra-se numa terra povoada pela etnia Chinês Han, que possui tecnologia avançada, com um computador que fala, o "Oráculo", que funciona em todo o império. O mundo de Sun (com o nome da criança que governa o império e é corrupto) é provavelmente uma crítica às monarquias, porque Sun se aproveita do seu privilégio. 
Kathy passa a maior parte do seu tempo a tentar voltar para o seu mundo, e reunir-se a sua família. A personagem má da trama é Ashka, uma mulher manipuladora que escapou da prisão no seu mundo (pelos crimes que cometeu na 1ª série) e que tenta subir na vida.

## Elenco
| Atores/Atrizes   | Personagens  |
| ---------------- | ------------ |
| Lauren Hewett    | Kathy Morgan |
| Anthony Wong     | Mek          |
| Ryan Kwanten     | Josh Morgan  |
| Leonard Fung     | Sun          |
| Heather Mitchell | Ashka        |
| Me Yang          | Sharak       |
| Lenore Smith     | Vicky Morgan |
| Peter O'Brien    | Carl Morgan  |
| Hu Xin           | Princess Aya |
| Gui Jeilan       | Jasmine      |
| Geng Baosheng    | the Diviner  |
| Andrzej Debski   | Tad          |